# Christian Kremp

Christian Kremp

Christian Kremp (* 1. Februar 1843 in Ennerich bei Runkel; † 21. Januar 1920 in Wetzlar) war ein deutscher Instrumentenbauer.

## Leben
Geboren ist Christian Kremp als einziges Kind des Ober-Steigers Johannes Kremp und seiner Ehefrau Elisabeth Böhm. Christian Kremp war einer der Pioniere von Wetzlars Feinmechanischer Industrie. Sein Vater stammte aus Wellmich, einem kleinen Dorf in der Nähe von St. Goarshausen.
Der Selbstbau einer Gitarre im Alter von 15 Jahren und sein Berufswunsch Uhrmacher deuten bereits in seiner Jugend auf seine persönliche Entwicklung hin. Da die Lehrstelle eines Uhrmachers in der Umgebung von Philippstein und Braunfels nicht zu bekommen war, arbeitete Christian Kremp ein Jahr lang als Bergmann, bis sein Vater einer Tischlerlehre in Braunfels zustimmte. Sein Lehrherr – Konrad Kreiner – stellte damals serienmäßig Klavierersatzteile her. 1867 wanderte Konrad Kreiner nach Amerika aus und Christian Kremp übernahm die Werkstatt als Nachfolger.
In der Chronik von Philippstein wird Kremp mit den Worten erwähnt:
„Im Jahre 1872 etwa reparierte er die Kirchenuhr für 3 Thaler, 15 Silbergroschen und den Kassenschrank der Gemeinde für 1 Thaler. Er fertigte Warnschilder für 1 Thaler und einen Rahmen für die biblischen Geschichtsbücher zum Preis von 27 Silbergroschen an.“
„Seine Geschicklichkeit für bald jede Reparatur und seine Hilfsbereitschaft brachten Kremp viel Arbeit ein.“
In einer Anzeige im „Wetzlarer Kreisblatt“ am 31. Juli 1873 kündigt er seinen Umzug von Philippstein nach Wetzlar mit folgendem Text an:
„Geschäftsempfehlung: Einem geehrten Publikum hiermit zur gefälligen Nachricht, daß ich mich am 1. November d. Js. dahier niederlasse, und in dem Hause des Herrn J.P.Zisseler mein Geschäft einrichten werde. Ich erlaube mir daher mich zu empfehlen im Reparieren und Stimmen von Clavieren und Harmoniums, sowie im Schlagen neuer Walzen für Drehorgeln, im Ausbessern aller Holz- und Saiteninstrumente, besonders im Leimen von Geigen, in welchem Zustand sie auch sein mögen, ferner im Metalldrehen und der Anfertigung aller Tischlerarbeiten.“
„Bestellungen nimmt jetzt schon Herr Musikmeister Rödig dahier entgegen.“ Chr. Kremp, Tischler und Instrumentenmacher

### Erfindungen
Einem Ausstellungsbericht des Wetzlarer Anzeiger vom 24. April 1880 kann man entnehmen:
„…Instrumentenmacher Christian Kremp (Wetzlar) zeigt durch verschiedene selbstverfertigte Geigen, eine Stahlviola und patentierte Zithern, daß seine Arbeit der Fabrikation (gemeint ist die industrielle Herstellung), was die Feinheit der Instrumente anbelangt, in keiner Weise nachsteht.“

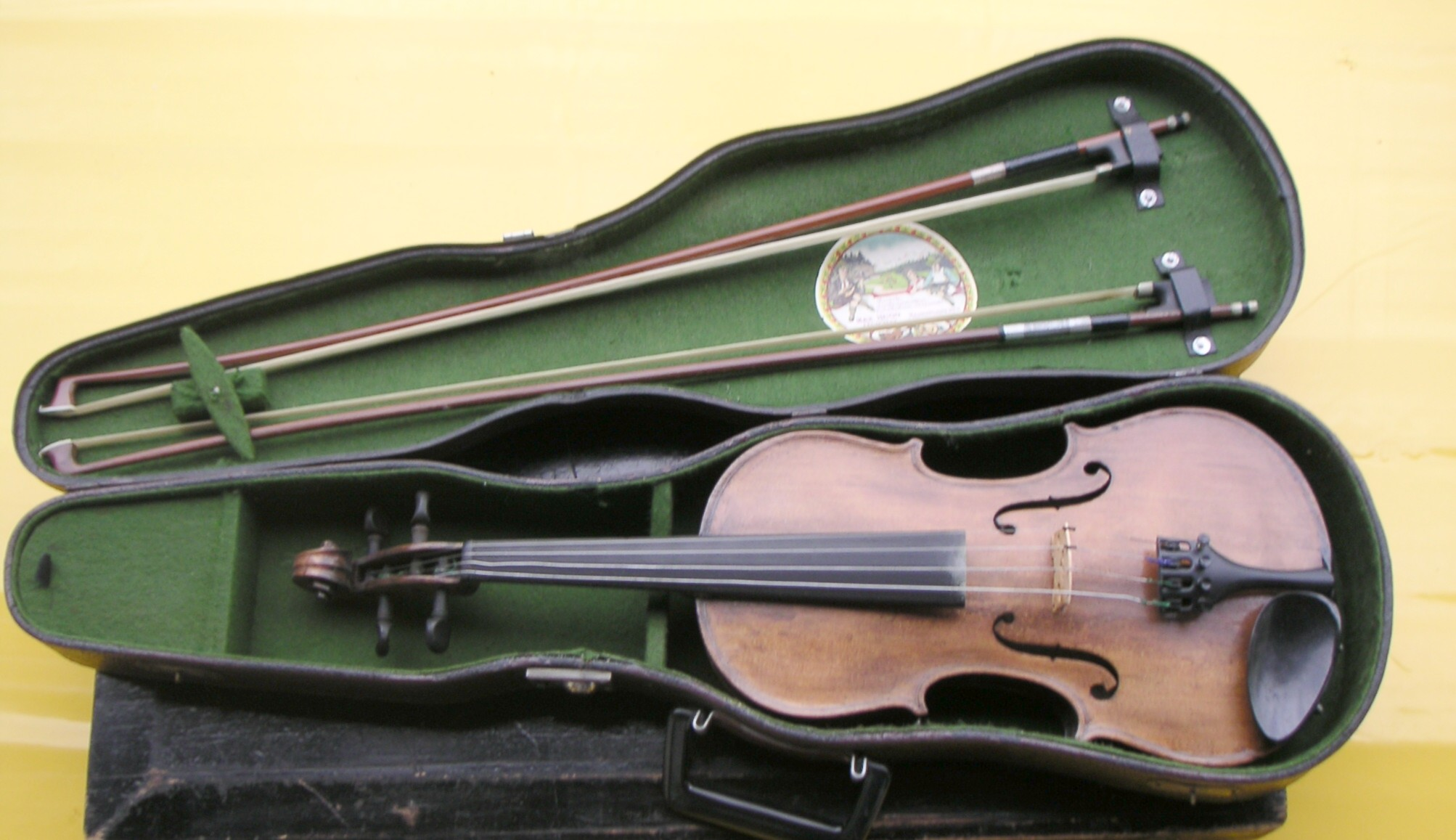
Geige aus der Werkstatt von Christian Kremp

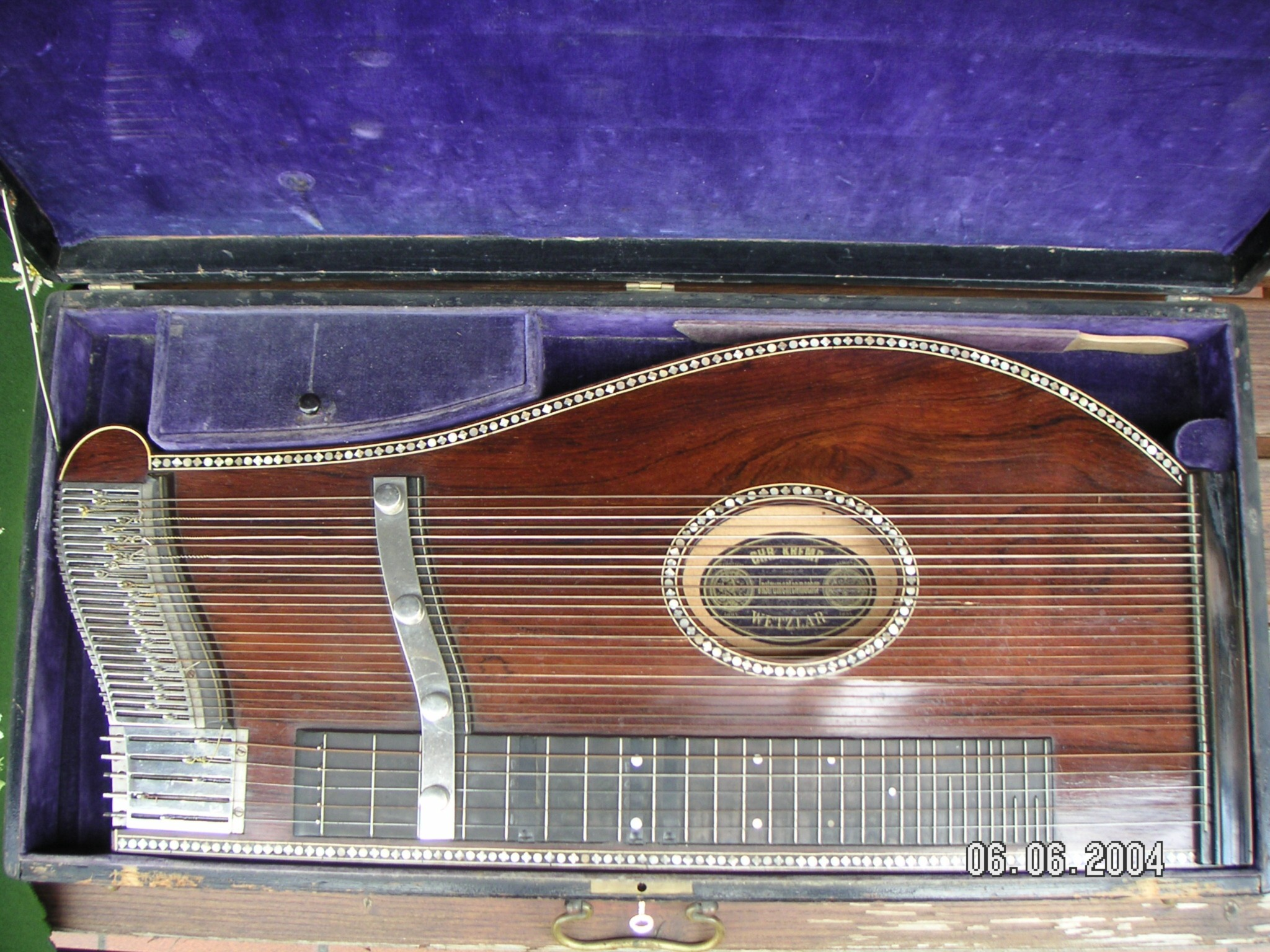
Zither aus Kremps Werkstatt

Er stellte die metallenen Bauteile für seine Patent-Zither selbst her und ließ diese Erfahrungen später in die Zahnradfertigung einfließen. Dazu entwarf er seine eigenen Maschinen und Werkzeuge, zeichnete, konstruierte und baute sie selbst. Mit seinem Freund Moritz Hensoldt diskutierte er seine Ideen. Dieser übermittelte ihm aus seiner Fertigung Wünsche zur Verbesserung der damals qualitativ groben Verzahnungen, was wiederum Christian Kremp veranlasste, seine eigene Schrägverzahnung zu entwickeln und zu vermarkten.
Seit 1883 ist nachweisbar, dass die Erzeugnisse von Christian Kremp auch ins Ausland verschickt wurden. Auch der Hof-Optiker des Zaren von Russland zählte zu den Belieferten. Die Entwicklung seiner Produkte floss – ähnlich wie bei der Fertigung von Klavierersatzteilen – in eine Serienfertigung. Schon damals gab es einen kleinen Katalog, aus dem Produkte bestellt werden konnten. Noch vorhandene Preislisten enthalten Daten von „Schräggezahnten Trieben und Zahnstangen, Fraiser in verschiedenen Ausführungen, Senker, Reibahlen, Prismaschiebungen“.
Ab 1893 erschienen dann immer mehr Zahnräder in den verschiedensten Ausführungen, die alle ab Lager lieferbar waren. Im Laufe der Jahre wurden auch Produkte hergestellt, die nichts mit Verzahnungen zu tun hatten, wie Winkelmesser in den unterschiedlichsten Ausführungen, U-Boot Hilfsziel-Apparate, Kohlensparer (Lichtbogenerzeuger) und vieles andere mehr.
Ab 1913 gab es die erweiterte Fertigung von Bauteilen und Komponenten für optische Anwendungen. Eine zweite Firma entstand, die sich mit dem Bau von Lupen, Mikroskopen und all den optischen Komponenten befasst, die aus der Geschichte der Wetzlarer Optik bekannt sind.

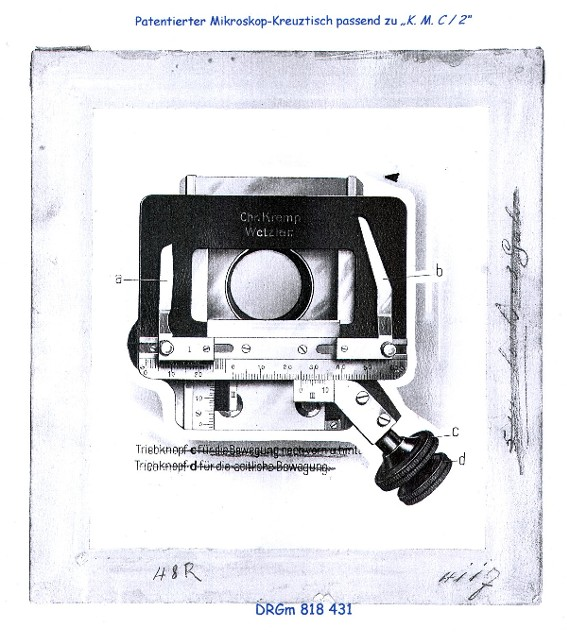
Kreuztisch

Christian Kremp starb am 21. Januar 1920 in Wetzlar und fand dort auch seine letzte Ruhestätte.

## Nachruf
In der Fachzeitschrift Optische Rundschau wurde ein Nachruf zu Kremp veröffentlicht. Darin heißt es unter anderem:

„Am 21. Januar dieses Jahres wurde nach kurzem Krankenlager im fast vollendeten 77. Lebensjahr der Gründer der Feinmechanisch-Optischen Werke ‚Christian Kremp, Wetzlar‘ – Herr Fabrikant Christian Kremp – aus dieser Zeitlichkeit abberufen....Alle Hemmnisse, die sich Herrn Kremp in den Weg stellten, überwand er in genialer Weise auf praktischer Grundlage. Die Werkzeugmaschinentechnik war damals noch nicht hochentwickelt genug, um den Ansprüchen des Herrn Kremp zu genügen, was ihn veranlasste, neuartige Einrichtungen und Maschinen auszuarbeiten, die den Bedürfnissen entsprachen....Das Spezialgebiet ist auf wissenschaftlicher Grundlage aufgebaut, bis ins Detail durchgearbeitet und normalisiert. Die Erzeugnisse tragen führenden Charakter und sind überall zu finden....Sein Lieblingsplatz war der Zeichentisch. Nach des Alltags Last suchte und fand er seine Erholung beim Studium neuer Probleme, wohl auch in der Aussprache mit Gleichdenkenden, worunter sich der längst verstorbene Gründer der Hensoldtwerke, Herr Moritz Hensoldt befand....Über sein Grab hinaus wird die Frucht seiner Arbeit reichen Segen hinterlassen und das dauernde Andenken an ihn wird in seinem Werke fortleben.“

Bis heute hat sich die damalige Philosophie von Christian Kremp erhalten. Es werden Standard-Artikel gefertigt die ab Lager abrufbar sind und Einzel- und Sonderanfertigungen für die optisch-feinmechanische Industrie, den Maschinen- und Apparatebau, die Medizintechnik.